# Parallellaxelteoremet

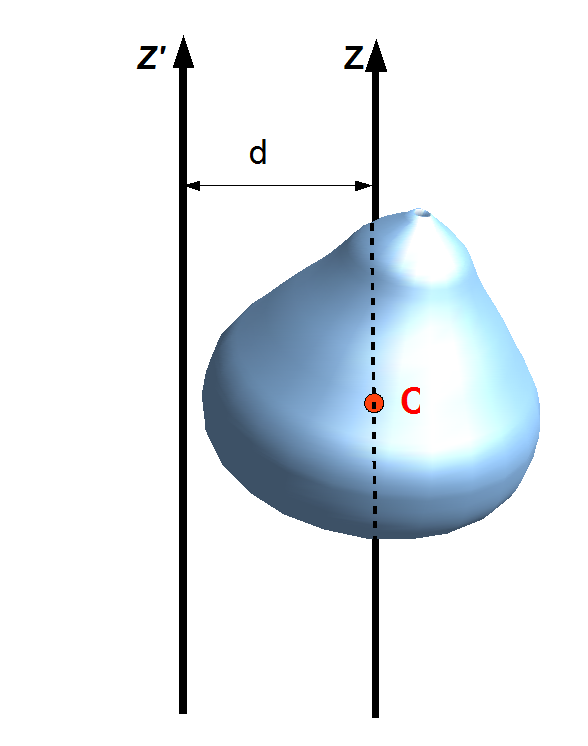
En kropp har ett tröghetsmoment med hänseende till en axel Z genom dess tyngdpunkt C; Steiners sats ger tröghetsmomentet kring en axel Z.

Parallellaxelteoremet eller Steiners sats används för att förflytta en kropps tröghetsmoment från en axel genom masscentrum till en axel parallell med denna. Teoremet möjliggör beräkning av tröghetsmomentet för en stel kropp. Satsen härleddes ursprungligen av den schweiziske matematikern Jakob Steiner.
Satsen lyder
{\displaystyle \ I_{z'}=I_{z}+Md^{2}}
Där {\displaystyle \ I_{z'}} är det sökta tröghetsmomentet, {\displaystyle \ I_{z}} är ett känt tröghetsmoment runt masscentrum, M är objektets massa och d är avståndet mellan axeln och masscentrum.